# Coppa di Grecia 2015-2016 (pallacanestro maschile)
La Coppa di Grecia 2015-2016 è la 41ª Coppa di Grecia di pallacanestro maschile.

## Squadre
Partecipano le 30 squadre iscritte alla A1 Ethniki e A2 Ethniki. Le sei migliori squadre della
A1 Ethniki 2014-2015 entrano in gioco solo ai quarti di finale, mentre le altre squadre si sfidano per i due posti restanti.

## Partite

### Fase A
| Squadra 1             | Risultato | Squadra 2           |
| --------------------- | --------- | ------------------- |
| Kymi                  | 62 - 64   | Promitheas Patrasso |
| S.A. Europi 87        | 56 - 84   | Peristeri           |
| Faros                 | 79 - 56   | Pagrati Atene       |
| Panerithraikos        | 20 - 0    | OFĪ Creta           |
| Filippos Verias       | 68 - 79   | Psychiko            |
| Machites Doxas Pefkon | 91 - 90   | Livadeia            |
| Ethnikos Piraeus      | 81 - 82   | Īraklīs Salonicco   |
| Doxa Lefkadas         | 70 - 74   | A.C. Doukas         |

### Fase B

#### Primo turno
| Squadra 1             | Risultato | Squadra 2           |
| --------------------- | --------- | ------------------- |
| Psychiko              | 64 - 76   | Neas Kīfisias       |
| Peristeri             | 79 - 100  | Aries Trikala       |
| Kavala                | 66 - 57   | Apollon Patrasso    |
| Faros                 | 70 - 66   | Kolossos Rodi       |
| Īraklīs Salonicco     | 76 - 69   | Arkadikos           |
| Machites Doxas Pefkon | 60 - 69   | Lavrio              |
| A.C. Doukas           | 77 - 88   | Promitheas Patrasso |
| Panerithraikos        | 73 - 85   | Koroivos Amaliadas  |

#### Secondo turno
| Squadra 1           | Risultato | Squadra 2          |
| ------------------- | --------- | ------------------ |
| Neas Kīfisias       | 72 - 61   | Koroivos Amaliadas |
| Promitheas Patrasso | 88 - 82   | Kavala             |
| Faros               | 76 - 56   | Lavrio             |
| Īraklīs Salonicco   | 66 - 78   | Aries Trikala      |

#### Terzo turno
| Squadra 1           | Risultato | Squadra 2     |
| ------------------- | --------- | ------------- |
| Faros               | 82 - 67   | Aries Trikala |
| Promitheas Patrasso | 66 - 70   | Neas Kīfisias |

### Fase C

#### Tabellone
|  | Quarti di finale | Quarti di finale | Quarti di finale |                |               | Semifinali    | Semifinali | Semifinali |  |  | Finale | Finale | Finale |  |
|  |                  |                  |                  |                |               |               |            |            |  |  |        |        |        |  |
|  | Faros            | Faros            | 61               |                |               |               |            |            |  |  |        |        |        |  |
|  | Faros            | Faros            | 61               |                |               |               |            |            |  |  |        |        |        |  |
|  | Neas Kīfisias    | Neas Kīfisias    | 59               |                |               |               |            |            |  |  |        |        |        |  |
|  | Neas Kīfisias    | Neas Kīfisias    | 59               |                | Faros         | Faros         | 69         |            |  |  |        |        |        |  |
|  |                  |                  |                  |                | Faros         | Faros         | 69         |            |  |  |        |        |        |  |
|  |                  |                  | PAOK Salonicco   | PAOK Salonicco | 65            |               |            |            |  |  |        |        |        |  |
|  | PAOK Salonicco   | PAOK Salonicco   | PAOK Salonicco   | PAOK Salonicco | 65            | 73            |            |            |  |  |        |        |        |  |
|  | PAOK Salonicco   | PAOK Salonicco   |                  |                |               |               |            |            |  |  |        |        |        |  |
|  | Rethymno         | Rethymno         | 67               |                |               |               |            |            |  |  |        |        |        |  |
|  | Rethymno         | Rethymno         | 67               |                | Faros         | Faros         | 54         |            |  |  |        |        |        |  |
|  |                  |                  |                  |                |               |               |            |            |  |  |        |        |        |  |
|  |                  |                  | Panathīnaïkos    | Panathīnaïkos  | 101           |               |            |            |  |  |        |        |        |  |
|  | Olympiakos       | Olympiakos       | Panathīnaïkos    | Panathīnaïkos  | 101           | 64            |            |            |  |  |        |        |        |  |
|  | Olympiakos       | Olympiakos       |                  |                |               |               |            |            |  |  |        |        |        |  |
|  | Panathīnaïkos    | Panathīnaïkos    | 70               |                |               |               |            |            |  |  |        |        |        |  |
|  | Panathīnaïkos    | Panathīnaïkos    | 70               |                | Panathīnaïkos | Panathīnaïkos | 90         |            |  |  |        |        |        |  |
|  |                  |                  |                  |                | Panathīnaïkos | Panathīnaïkos | 90         |            |  |  |        |        |        |  |
|  |                  |                  | Aris Salonicco   | Aris Salonicco | 69            |               |            |            |  |  |        |        |        |  |
|  | Aris Salonicco   | Aris Salonicco   | Aris Salonicco   | Aris Salonicco | 69            | 64            |            |            |  |  |        |        |        |  |
|  | Aris Salonicco   | Aris Salonicco   |                  |                |               |               |            |            |  |  |        |        |        |  |
|  | AEK Atene        | AEK Atene        | 61               |                |               |               |            |            |  |  |        |        |        |  |